# ساختمانهای سازمان ثبت احوال
ساختمانهای سازمان ثبت احوال مربوط به دوره پهلوی اول است و در تهران، خیابان امام خمینی (سپه) واقع شده و این اثر در تاریخ ۷ مرداد ۱۳۸۲ با شمارهٔ ثبت ۹۲۶۱ به‌عنوان یکی از آثار ملی ایران به ثبت رسیده است.